# Mariassunta Giannetti
Mariassunta Giannetti, född 1971,  är en italiensk ekonom verksam i Sverige och professor i finansiell ekonomi.
Giannetti tog kandidat- (B.A.) och masterexamina (M.S.) 1995 vid Bocconi University i Italien och avlade doktorsexamen (Ph.D.) 1999 vid University of California, Los Angeles, USA. Hon innehar en professur i finansiell ekonomi vid Handelshögskolan i Stockholm och är forskare vid European Corporate Governance Institute. År 2011 tilldelades hon Assar Lindbeck-medaljen.